# Eden Rose
Eden Rose foi uma banda francesa de rock progressivo e blues-rock.

## Histórico
Seguindo o exemplo de muitas bandas provinciais, o tecladista Henrique Garella e o baixista Christian Clairefond tinha ido a Paris com a esperança de gravar um álbum. Ambos tiveram juntos uma carreira de estúdio intensa e abriram para as míticas turnês de 1965 de Claude François como membros da banda Les Gardians. Eles tocariam algumas canções e depois serviriam de banda de apoio a outros cantores famosos, como Guy Mardel e Hervé Vilard.
Depois de gravar quatro singles, eles tocaram na orquestra pop de "Âge tendre et tête de bois", um programa de televisão que foi um enorme sucesso durante a década de 1960. Eles conheceram o baterista Michel Jullien em Marselha e tocaram com ele na banda Les Golden. Seguindo o conselho dado pelo diretor artístico da Katema (um pequeno selo administrado por um empresário, fabricante de aparelhos elétricos e grande fã de música), os três músicos entraram em contato com o renomado guitarrista Jean-Pierre Alarcen, que era bastante conhecido na época como um dos músicos de estúdio mais talentosos de sua geração, e que já havia tocado com o famoso cantor Jacques Dutronc e Le Systeme Crapoutchik. Aí surge o Eden Rose.
A gravação de "On the Way to Eden" foi iniciada em março de 1970. Esse álbum foi feito de uma maneira muito espontânea, na maioria das vezes ao vivo no estúdio, localizado na Rue Washington, nº 10, em Paris. A música feita em tal álbum está próxima de uma espécie de blues-rock instrumental, bem típico do período, e baseada em longos desenvolvimentos centrados principalmente em sons de órgão Hammond, com influências do rock progressivo, lembrando o Atomic Rooster. Infelizmente, o relacionamento da banda com o produtor foi amargo, tanto que os músicos nem sequer participaram da mixagem de seu próprio álbum. O álbum foi então lançado em 1970 pelo selo Katema e distribuído pela Sonopress. Curiosamente, o álbum acabou lançado na época no Brasil pelo selo Ebrau.
A banda saiu em turnê por todo a França, e depois no exterior para tocar em um clube de Orã (Argélia). Nenhuma indicação foi dada aos músicos sobre as vendas de "On the Way to Eden", nem pagos royalties. "Travelling" foi usada na época até mesmo como a trilha sonora de um programa de televisão. Algum tempo depois, a banda decidiu se separar.
Um tempo depois, eles decidiram formar o Sandrose mantendo a mesma formação e contratando uma vocalista, a cantora Rose Podwojny. A banda iria então se tornar uma das mais populares bandas de rock progressivo francesas dos anos 1970. Após o Sandrose e devido ao seu talento musical individual, os músicos passaram a trabalhar separadamente com nomes maiores, como France Gall, Josephine Baker, Gilbert Bécaud, Sacha Distel, Michel Petrucciani, etc.
Em 2003 a gravadora Musea relançou o álbum da banda, e em 2006 o selo francês Sausage Records relançou em 45 rpm as canções Faster And Faster e Feeling in the Living do álbum On the Way to Eden.

## Músicos
- Henri Garella: teclados
- Jean-Pierre Alarcen: guitarra
- Michel Jullien: bateria
- Christian Clairefond: baixo

## Discografia

### Álbuns de estúdio
- On the Way To Eden (1970)

### Singles
- Reinyet Number - Obsession (1969)
- Travelling - Under The Sun (1970)
- Faster And Faster - Feeling In The Living (2005)